# Arenària
|  | Aquest article tracta sobre l'Herniaria cinerea. Vegeu-ne altres significats a «Arenària (desambiguació)». |

L'arenària (Herniaria cinerea D. C) és una planta medicinal de la família Caryophyllaceae i del gènere Herniaria que es pot trobar a camps de conreu de secà i a vores de camins amb sòls secs dels Països Catalans.

## Etimologia
El mot Herniaria prové del llatí hernia, perquè fou emprada per a curar aquest mal. Hirsut, perquè és peluda. Cinerea, de color de la cendra.

## Descripció
Les fulles d'aquesta planta són petites i li atorguen un color gris molt poc atractiu. Les fulles són piloses i cobreixen completament les tiges que estan postrades en terra. Floreix de març a juliol, tot i que no fa flors gaire vistoses.

## Hàbitat

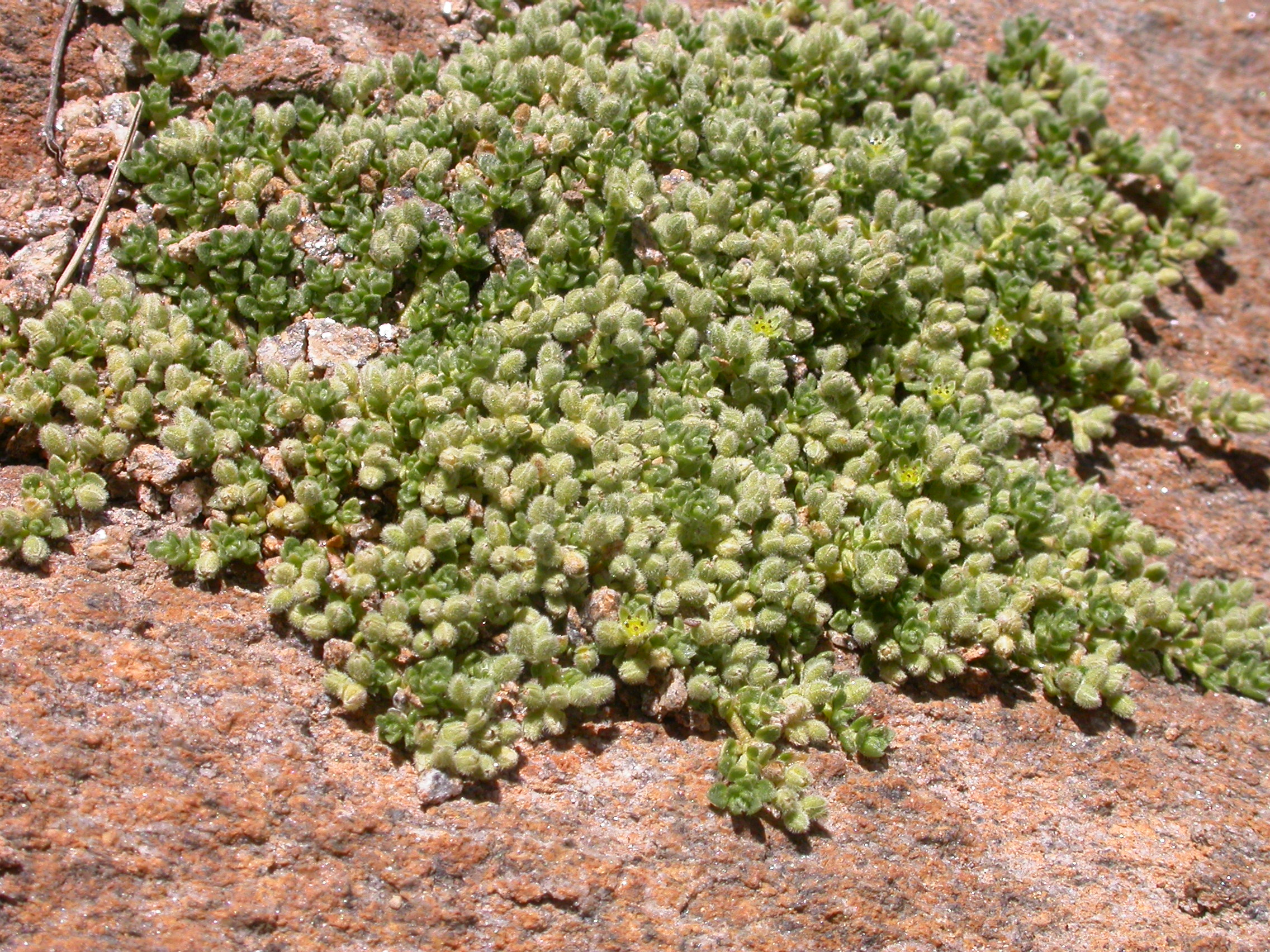
Herniaria alpina

Es troba a totes les províncies del País Valencià i a totes les de Catalunya excepte Girona. Dins de les Balears, es troba a Mallorca, Menorca, Eivissa, Formentera i Cabrera. És comú per camins, camps incultes i terrenys arenosos de Palma, Andratx, etc. (Barc.). Andratx (Chot.). Palma (Mas). Camí de Valldemossa (Hermann). Calvià (Grand.).Sóller, camí del Dragonar. Lluc. Biniamar. Colònia de Sant Jordi, Campos.

## Usos
Antigament, s'emprava com a planta medicinal per curar les hèrnies i per a tractar les pedres del ronyó. És molt diürètica, ja que conté àcid herniàric, de gran activitat hemolítica, i s'empra sobretot per dissoldre les pedres de les vies urinàries, en infusió de quaranta a cinquanta grams d'herba per litre d'aigua.